# Camp d'internement de Spirit Lake
Le camp d'internement de Spirit Lake est un camp de prisonniers ouvert durant la Première guerre mondiale situé près d'Amos en Abitibi. De 1914 à 1917, le camp est un lieu d'internement pour les Canadiens d'origine étrangère suspectés d'être des ennemis de l'État.

## Histoire

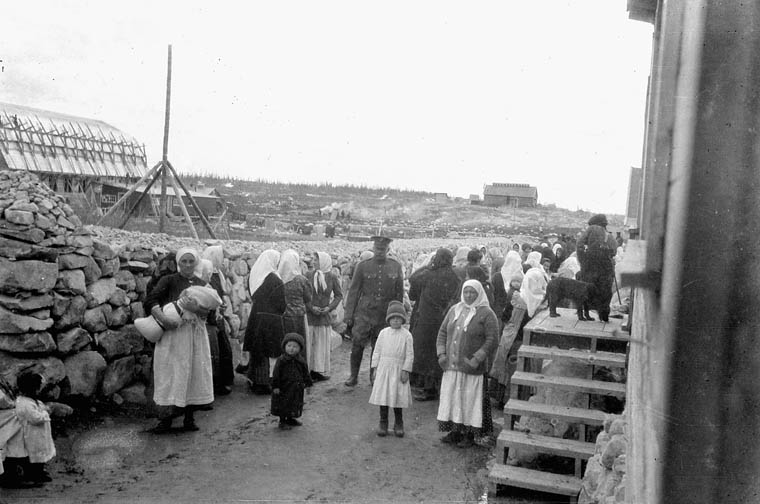
Femmes et enfants, prisonniers.

En août 1914, le Canada entre en guerre aux côtés du Royaume-Uni. La question des ressortissants étrangers sur le territoire est rapidement soulevée : le gouvernement du Dominion canadien craint qu'ils ne portent allégeance à l'ennemi. Au cours de la guerre, 24 camps d'internements sont ouverts un peu partout sur le territoire afin d'incarcérer les ressortissants étrangers jugés suspects. L'Abitibi est alors un territoire isolé et peu peuplé. Pour le gouvernement, il s'agit d'un endroit idéal pour y établir un camp d'internement. 
Le camp installé en bordure du chemin de fer possède dix baraques pouvant loger une centaine de prisonniers, une boulangerie, une cuisine, des campements de soldats, un magasin, un entrepôt de même qu'une prison, un hôpital et deux mess pour les officiers et sergents. On trouve une chapelle à l'extérieur du camp, de même que quelques cabanes pour les familles des soldats et même des prisonniers. 
Le premier contingent de 109 prisonniers politiques arrive au camp de Spirit Lake le 13 janvier 1915. Ceux-ci sont principalement des ressortissants de l'Empire Autro-Hongrois, mais le camp accueillera aussi des prisonniers ukrainiens et polonais au cours de son existence. Au total, 1200 civils, en majorité d'origine ukrainienne, y sont détenus jusqu'à sa fermeture, le 28 janvier 1917. Parmi les prisonniers on compte environ 150 femmes et enfants. Il n'existe alors que deux camps au Canada accueillant des familles. Ceux-ci sont sous la garde de 200 militaires, et sont soumis à des corvées de défrichage, d'entretien et de construction. 22 personnes y perdent la vie, dont l'évadé Iwan Gregoraszcruk, abattu par un colon de La Sarre le 7 juin 1915. À la fermeture du camp, les prisonniers sont transférés au camp de Kapuskasing, en Ontario. 

## Tourisme

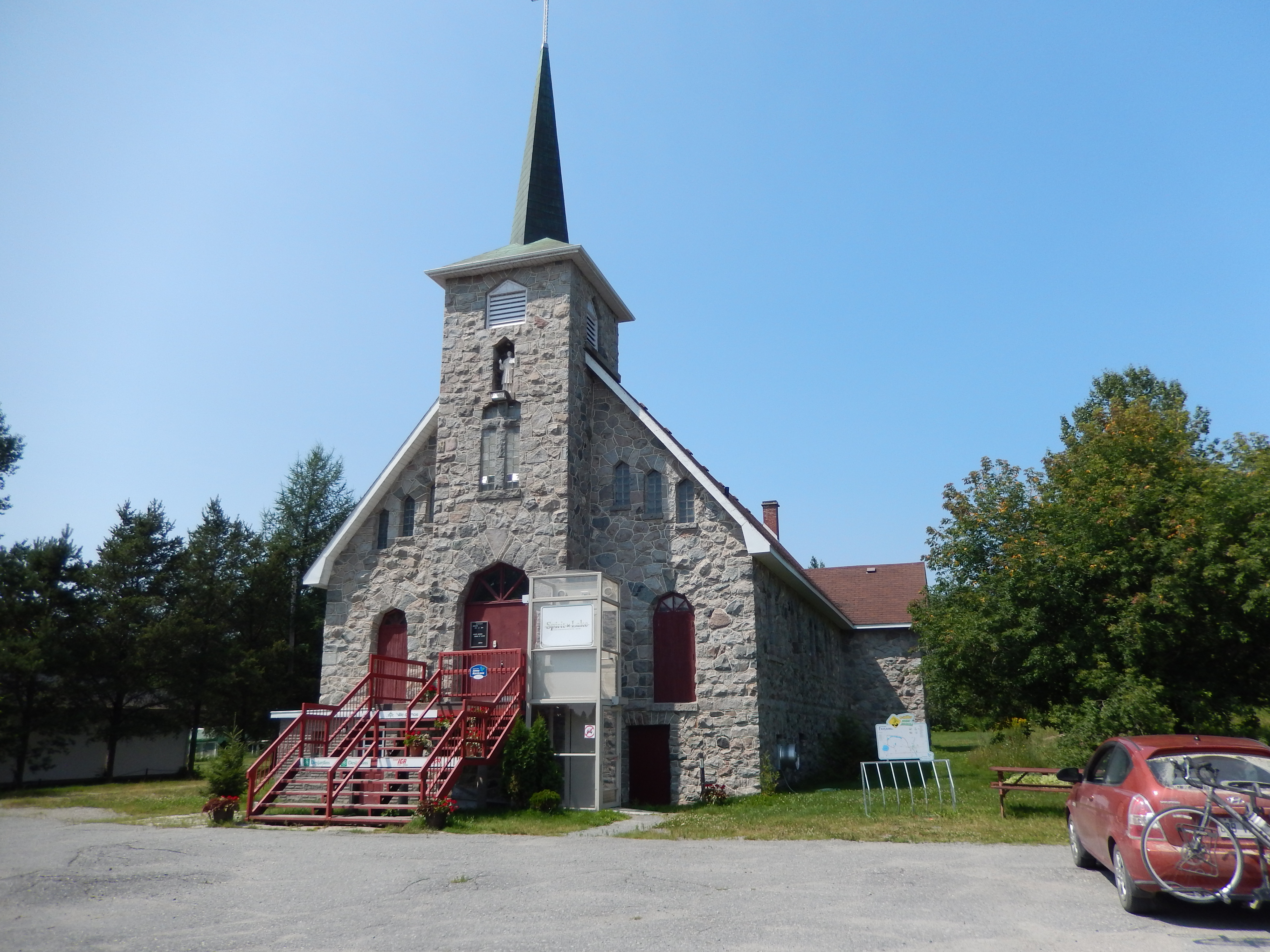
Centre d’interprétation Camp Spirit Lake, anciennement église Saint-Viateur de La Ferme.

En 2011, un centre d'interprétation ouvre ses portes sur les lieux de l'ancien camp d'internement. En 2018 toutefois, la corporation du site touristique se trouve en difficultés financière. L'église de La Ferme qui abrite le centre d'interprétation du camp et les locaux de la corporation est vendue l'année suivante. 

## Toponymie
Le camp est situé près du lac Beauchamp en Abitibi. Jusqu'en 1920, celui-ci est connu sous le nom de lac Spirit, ou Spirit lake, qui donne son nom à ce lieu de détention. 

### Œuvres de fiction
- Marsha Skrypuch. Prisonniers de la grande forêt. Éditions Scholastic Canada, collection Cher journal, 2008[10].
- Sylvie Brien. Spirit Lake. Éditions Galimard Jeunesse, collection Scripto, 2008[11].
- Gilles Massicotte. Spirit Lake, 1915-1917. Éditions Quartz, 2015[12].
- Claire Bergeron. Les Amants maudits de Spirit Lake. Éditions Druide, 2016[13].